# Luděk Sobota
Luděk Sobota (* 27. května 1943 Praha) je český herec, komik, bavič, scenárista a režisér.

## Život
Vystudoval dopravní průmyslovou školu, poté absolvoval v roce 1966 herectví na pražské DAMU. Po ukončení studia pracoval jako metodik v Ústí nad Labem (Kulturní dům), hrál v Kladivadle. Přestože měl schopnost hrát dobře i charakterní role, jeho vlastní doménou se stala komika, především autorská, založená na vlastních textech a improvizaci.
Takovouto tvorbu poznal nejprve v kolektivním tvůrčím duchu souboru Ypsilon pod vedením Jana Schmida, kde hrál od roku 1968 čtyři sezony. Do povědomí široké veřejnosti vstoupil hlavní rolí vesnického chasníka Františka Koudelky ve filmu Jáchyme, hoď ho do stroje!. Poté se často objevoval v komediálních filmech režiséra Petra Schulhoffa.
V letech 1973–1990 působil v pražském divadle Semafor, kde ve scénkách s Miloslavem Šimkem a Petrem Nárožným dovedl k dokonalosti typ svého přitroublého poplety. Řada těchto skečů byla vydána i na gramofonových deskách firmy Panton. V Semaforu začínal i jako autor a napsal mimo Třetí nejlepší představení aneb Zázrak v Semaforu i řadu scének, skečů a jednotlivých výstupů. Ke konci osmdesátých let s ním Miloslav Šimek ukončil spolupráci.
V devadesátých letech 20. století se přestával objevovat ve filmu a v televizi. Filmy Ještě větší blbec, než jsme doufali a Nebát se a nakrást, kde napsal scénář a hrál i hlavní roli, byly odmítnuty jak kritikou, tak i širokou veřejností. V letech 2006 až 2008 vedl vlastní Směšné divadlo v Praze na náměstí I. P. Pavlova, kde byl hercem, režisérem i autorem a kde hrála i jeho manželka Adriana. Bylo uzavřeno pro nedostatek finančních prostředků.
V roce 2010 ztvárnil v komediálním seriálu Okresní přebor jednu z hlavních rolí Václava Orla, předsedy klubu TJ Slavoj Houslice. Stejnou postavu si zahrál i v následujícím úspěšném filmu Okresní přebor – Poslední zápas Pepika Hnátka (jedná se o prequel k tomuto seriálu). Díky této vážné roli přestal být veřejností vnímán pouze jako herec přitroublých popletů a začal být obsazován i do dalších televizních seriálů jako například Neviditelní, Mazalové, Ohnivý kuře, Doktor Martin II a další.
Kromě divadelních a televizních rolí se také věnuje dabingu, například ztvárnil hlavní postavu policisty/soukromého detektiva Pankráce v české sérii adventur Polda 1–7 (1998–2022).
Je podruhé ženatý. Z prvního manželství s Janou Sobotovou má syna Roberta (* 1964). Z druhého manželství s Adrianou Sobotovou (* 1961) má syna Ladislava (* 1988).[zdroj⁠?!]
Dne 28. října 2017 převzal z rukou českého prezidenta Miloše Zemana medaili Za zásluhy.

## Filmografie (výběr)
- 1974 – Jáchyme, hoď ho do stroje![3]
- 1976 – Zítra to roztočíme, drahoušku…!
- 1977 – Já to tedy beru, šéfe…!
- 1977 – Jen ho nechte, ať se bojí
- 1978 – Jak dostat tatínka do polepšovny
- 1980 – Co je doma, to se počítá, pánové...
- 1981 – Noc na zámku
- 1981 – Buldoci a třešně
- 1982 – Srdečný pozdrav ze zeměkoule
- 1994 – Ještě větší blbec, než jsme doufali
- 1999 – Nebát se a nakrást
- 2007 – Chyťte doktora
- 2012 – Okresní přebor – Poslední zápas Pepika Hnátka
- 2017 – Všechno nebo nic
- 2022 – Stáří není pro sraby

## Divadelní představení
- 1973 Třetí nejlepší představení na světě aneb Zázrak
- 1973 Jemný mrav
- 1975 Návštěvní den č. 6
- 1976 Robinson Kreutznauer potom a Šípková Růženka napřed
- 1977 Dva pestré týdny v oblastním muzeu
- 1978 Celaskon a Cyankali
- 1980 Návštěvní den č. 7
- 1982 Náměsíčná sonáta
- 1985 Soutěžní obor Luděk Sobota
- 1990 Muž v dívčí škole
- 1995 Sobota není z Skamene
- 2001 Šlamastyky Luďka Soboty
- 2004 Duševní hyena
- 2005 Nedokonalý večer Krampola a hostů
- 2005 Kouzlo vánoc
- 2006 Směšná šou Luďka Soboty
- 2006 Facky místo pohádek
- 2006 Ze Soboty „znovu“ na Šimka
- 2014 Návštěvní den u Miloslava Šimka
- 2019 Zajíc v pytli

## Televize
- 1984 Ze Soboty na Šimka aneb Zajíc v pytli
- 1984 Zajíc v pytli č. 2
- 1986 Zajíc v pytli č. 3
- 1987 Zajíc v pytli č. 4
- 1989 Sobota v dívčí škole
- 1997 Senzibilšou
- 2010 Okresní přebor
- 2014 Mazalové
- 2014 Neviditelní
- 2016 Na vodě
- 2016 Ohnivý kuře
- 2016 Doktor Martin II

## Diskografie
- 1995 Humor Party 2
- 1996 Neuvěřitelné situace
- 1998 O sexu a jiné monology

## Kompilace
- 1995 Písničky z hospod Staré Prahy I – Supraphon – 08. Když jsem byl na Letné v bále (zpěv).

## Knihy
- Miloslav Šimek, Luděk Sobota: Jak vyrobit bumerang, vydalo nakladatelství Albatros v roce 1987
- Luděk Sobota: Facky místo pohádek, vydalo nakladatelství HAK v roce 1998, ISBN 80-85910-19-5
- Miloslav Šimek, Luděk Sobota: Jak vyrobit bumerang, vydalo nakladatelství XYZ v roce 2005, ISBN 80-86864-40-5, EAN 9788086864402, ilustrace: Petr Chytil
- Luděk Sobota: Dvě facky a pohřeb, vydalo nakladatelství Deus v roce 2008, ISBN 978-80-87087-34-3, EAN 9788087087343

## Hry
- 1998–2022 Polda od Zima Software – hlavní postava: policista/soukromý detektiv Pankrác